# Округ Окфаски (Оклахома)
Окфаски (енгл. Okfuskee County) је округ у америчкој савезној држави Оклахома.

## Демографија
По попису из 2010. године број становника је 12.191, што је 377 (3,2%) становника више него 2000. године.
| Група             | 2000.         | 2010.         |
| Белци             | 7.664 (64,9%) | 7.699 (63,2%) |
| Афроамериканци    | 1.230 (10,4%) | 1.009 (8,3%)  |
| Азијати           | 10 (0,1%)     | 20 (0,2%)     |
| Хиспаноамериканци | 194 (1,6%)    | 356 (2,9%)    |
| Укупно            | 11.814        | 12.191        |